# Tubulariidae
Tubulariidae is een familie van neteldieren uit de klasse van de Hydrozoa (hydroïdpoliepen). 

## Geslachten
- Bouillonia Petersen, 1990
- Ectopleura L. Agassiz, 1862
- Hybocodon L. Agassiz, 1860
- Lobataria Watson, 2008
- Ralpharia Watson, 1980
- Tubularia Linnaeus, 1758
- Zyzzyzus Stechow, 1921